# Aeroportul Yancheng Nanyang
Aeroportul Yancheng Nanyang (IATA: YNZ, ICAO: ZSYN) este un aeroport din Tinghu District⁠(d), Yancheng⁠(d), Jiangsu, Republica Populară Chineză ce deservește zona Yancheng⁠(d). Aeroportul a fost tranzitat în 2022 de 876.131 de pasageri. A fost numit după zona deservită.
Aeroportul dispune de o singură pistă.